# Una follia
Una follia (Une folie) est un opéra-bouffe (farsa) en un acte, musique de Gaetano Donizetti sur un livret de Bartolomeo Merelli, représenté pour la première fois au Teatro San Luca de Venise le 17 décembre 1818.

## Histoire
Le bon accueil réservé par le public vénitien à Enrico di Borgogna en novembre 1818 valut au jeune Donizetti et à son librettiste Merelli une nouvelle commande de l'imprésario Paolo Zancla pour le Teatro San Luca.
Una follia fut composée, répétée et représentée en un mois. Le livret était sans doute basé sur celui d'Andrea Leone Tottola pour l'opéra de Giacomo Cordella Une follia (Naples, 1813). La première représentation eut lieu en même temps qu'une reprise de L'inganno felice de Rossini. La distribution est inconnue mais les chanteurs devaient appartenir à la troupe itinérante de Zancla qui venait d'interpréter Enrico di Borgogna.
Selon le librettiste, l'ouvrage eut du succès, mais la seule critique connue est plutôt réservée : « l'écriture vocale n'est pas de premier ordre. Le jeune maestro a fait ce qu'il a fait avec astuce. La contrainte de temps peut lui fournir une excuse. Les applaudissements que son travail a recueillis ici peuvent l'encourager dans la poursuite de sa carrière, mais ne doivent pas le tromper. »
La partition et le livret sont perdus depuis 1818. On ne connaît que huit mesures de la musique, reprises par Donizetti dans une sorte de florilège de sa production composé à l'intention de sa future épouse, dont on ignore comment elles se situent dans la partition, mais qui n'en constituent pas moins le premier essai connu du compositeur dans le genre comique.